# توموکو یاماگوچی
توموکو یاماگوچی (انگلیسی: Tomoko Yamaguchi؛ زادهٔ ۲۰ اکتبر ۱۹۶۴) یک هنرپیشه اهل ژاپن است.
از فیلم‌ها یا برنامه‌های تلویزیونی که وی در آن نقش داشته است می‌توان به پونیو روی صخره کنار دریا اشاره کرد.